# The Exploits of Elaine

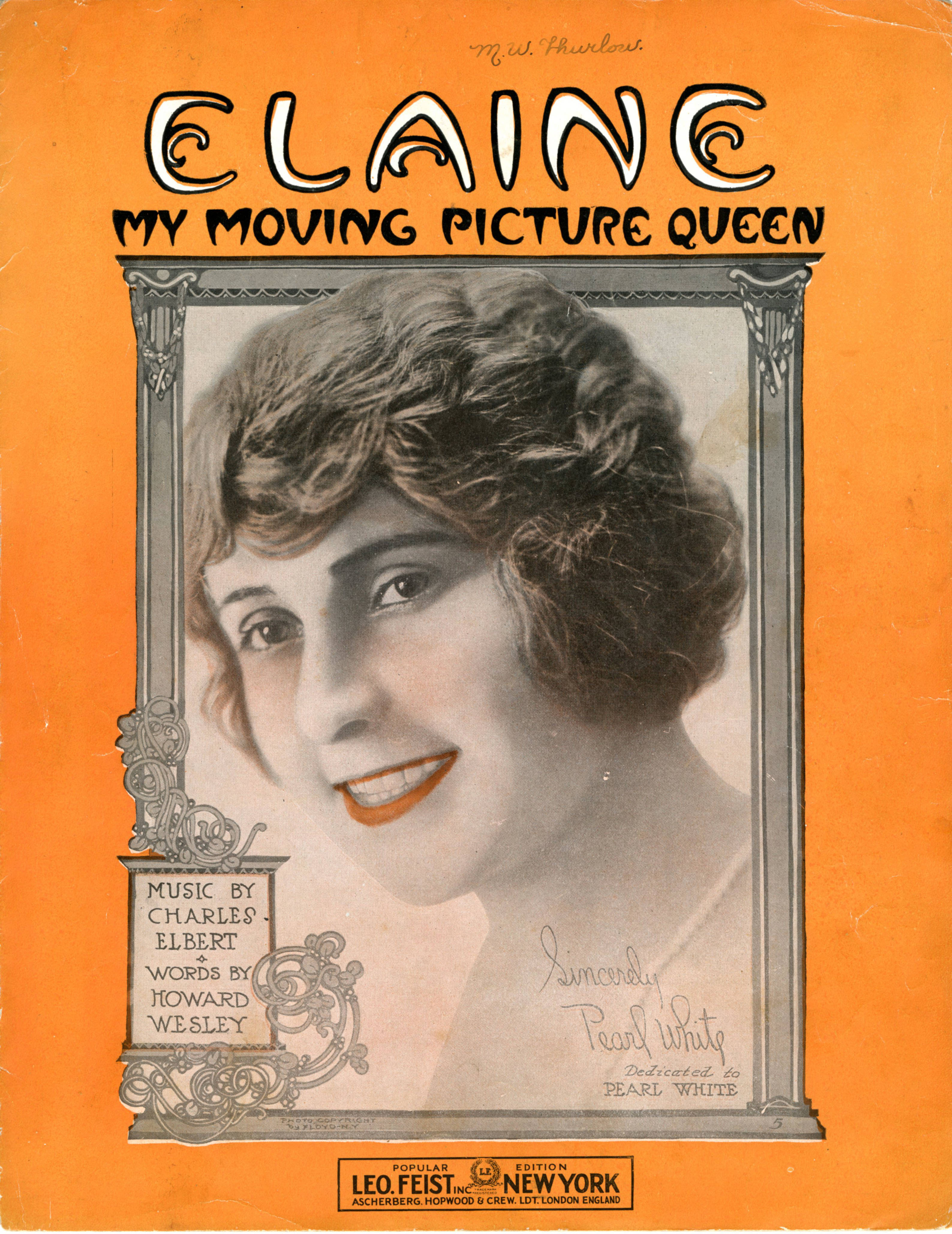

The Exploits of Elaine foi um seriado estadunidense de 1914, no mesmo gênero de The Perils of Pauline, tendo a mesma bilheteria que o anterior. Narra a história de uma jovem chamada Elaine que, com a ajuda de um detetive, procura pelo homem, denominado apenas como "The Clutching Hand", que matou seu pai. “The Clutching Hand” foi o primeiro vilão misterioso que surgiu nos seriados.
O seriado foi estrelado por Pearl White (que também estrelou The Perils of Pauline), Arnold Daly, Sheldon Lewis, Creighton Hale e Riley Hatch. Lionel Barrymore fez um pequeno papel.
Escrito por Charles W. Goddard, Arthur B. Reeve e George B. Seitz, foi dirigido por Louis J. Gasnier, Seitz, Leopold Wharton e Joseph A. Golden. Foi produzido pelo Whartons Studio e pela filial americana da Pathé, a companhia francesa que durante a primeira metade do século XX foi a maior produtora do mundo.
The Exploits of Elaine teve uma continuação em 1915, The New Exploits of Elaine.
O seriado foi escolhido para preservação no United States National Film Registry.
Pedro Nava, em seu segundo livro de memórias, Balão Cativo, aborda o seriado: "Esse fantástico filme que fez vibrar as multidões na segunda década do século fora rodado em 1914. Esse clássico chegou ao Rio em 1916 e tive a honra de vê-lo no Cinema Velo."

## Elenco
- Pearl White - Elaine Dodge

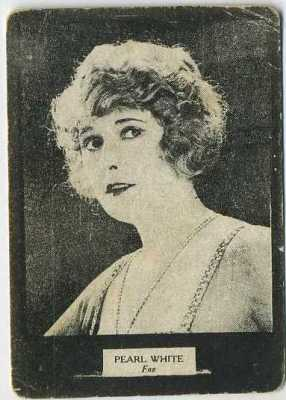
Pearl White, atriz de The Exploits of Elaine.

- Arnold Daly - Detetive Craig Kennedy
- Creighton Hale - Walter Jameson (Ep. 1, 2, 3)
- Raymond Owens - Walter Jameson (Ep. 4-14)
- Sheldon Lewis - Perry Bennett / The Clutching Hand. Sheldon Lewis, ao mesmo tempo o elegante procurador e The Clutching Hand, foi “o primeiro a representar uma ameaça desconhecida, no gênero dos seriados”.[5][6]
- Edwin Arden - Wu Fang
- Leroy Baker - The Butler
- Bessie Wharton - Tia Josephine, Mrs. Dodge
- Riley Hatch - Presidente Dodge (como William Riley Hatch)
- Robin H. Townley - Limpy Red
- Floyd Buckley - Michael
- Lionel Barrymore – papel indeterminado
- M.W. Rale - Wong Lang Sin.  Long Sin é um “Yellow Peril” característico, que procura o mapa do tesouro de “Clutching Hand”.  Ele se torna um agente de Wu Fang, na sequência. Wu Fang aparece em diversos seriados de Pearl White.[7]
- George B. Seitz
- Howard Cody – papel indeterminado
- Paul Panzer – papel indeterminado (não-confirmado)

## Produção
Exploits of Elaine foi baseado no livro "Craig Kennedy, Scientific Detective", de Arthur B. Reeve, e foi a primeira vez que o detetive Craig Kennedy apareceria nas telas.
Foi um protótipo de mistério científico, com vistas a audiências posteriores, mas grande parte de sua tecnologia e ciência está atualmente ultrapassada.
Também conhecido como Les mystères de New York, seu sucesso levou à produção de duas sequências, The New Exploits of Elaine (1915) e The Romance of Elaine (1915).

## Personagens

### Craig Kennedy
Craig Kennedy, personagem principal deste seriado, criado por Arthur B. Reeve, é um cientista detetive da Universidade de Columbia, semelhante ao Sherlock Holmes e Dr. Thorndyke. Ele usa o seu conhecimento de química e psicanálise para resolver casos, além de usar dispositivos exóticos (na época) em seu trabalho como detectores de mentira, giroscópios e sismógrafos portáteis. Apareceu pela primeira vez em dezembro de 1910, na Cosmopolitan, em "The Case of Helen Bond", aparecendo 82 vezes nessa revista, a última em agosto de 1918, e depois em outras revistas, tais como The Popular Magazine, Detective Story Magazine, Country Gentleman, Everybody's Magazine, Flynn's and World Man Hunters, além de 26 romances.
Houve uma extensa filmografia sobre o detetive Craig Kennedy. Entre esses, os seriados The New Exploits of Elaine (1915), The Romance of Elaine (1915), The Carter Case (1919), The Radio Detective (1926) e The Amazing Exploits of the Clutching Hand (1936) também apresentam o mesmo personagem.
Em 1951, o personagem voltou à ativa, na série de TV “Craig Kennedy, Criminologist”, em que Craig foi interpretado por Donald Woods.

### The Cluchting Hand
O personagem The Cluchting Hand voltará aparecer em um seriado de 1936, The Amazing Exploits of the Clutching Hand, porém com outra identidade, e também enfrentará o detetive Craig Kennedy.

## Cliffhangers
No capítulo 10, Elaine aparentemente morre. Ela é trazida de volta à vida no próximo capítulo por Craig Kennedy.

## Crítica
Na opinião de Stedman, esse seriado é um aperfeiçoamento de The Perils of Pauline, com melhores atuação, roteiro e direção.

## Capítulos
1. The Clutching Hand
2. The Twilight Sleep
3. The Vanishing Jewels
4. The Frozen Safe
5. The Poisoned Room
6. The Vampire
7. The Double Trap
8. The Hidden Voice
9. The Death Ray
10. The Life Current
11. The Hour of Three
12. The Blood Crystals
13. The Devil Worshippers
14. The Reckoning

## Exibição no Brasil
No Brasil, estreou no Iris Theatre, em São Paulo, sob o título Os Mistérios de Nova Iorque, a partir de 17 de março de 1916, quando exibiu o primeiro capítulo, em língua portuguesa A Mão que Estrangula (ou A Mão do Diabo).
Veiculou até 11 de agosto de 1916, com o último capítulo, O Submarino X. Foi exibido, na época, em 22 capítulos, sob os seguintes títulos:
1. A mão que estrangula/ A mão do diabo
2. O sono amnésico
3. A prisäo de ferro
4. O retrato mortal
5. A alcova azul
6. A pena de Talião
7. A torre de Warnemouth
8. A voz misteriosa
9. Os raios vermelhos
10. O beijo mortal
11. A pulseira de platina
12. A cidade chinesa
13. O encoberto
14. As almas do outro mundo
15. O segredo do anel
16. Os piratas do ar
17. As duas Elaines
18. As rosas encarnadas
19. O palhabote audax
20. O invento de Justino Clarel
21. A mala verde
22. O submarino X